# Maladera zhejiangensis
Maladera zhejiangensis (лат.) — вид пластинчатоусых жуков рода Maladera из подсемейства хрущей (Scarabaeidae).

## Распространение
Китай.

## Описание
Пластинчатоусые жуки среднего размера. Тело продолговато-овальное, темно-коричневое, усики желтоватые, лабоклипеус, передняя часть лба и переднеспинка блестящие, остальная часть дорсальной поверхности тусклая, голая, за исключением нескольких длинных щетинок на голове, переднеспинке и надкрыльях. Длина тела: 7,6–9,1 мм, длина надкрылий: 6,0–6,9 мм, ширина: 4,6–5,5 мм. Усики 10-члениковые, булава самцов 3-члениковая. Личинки, предположительно, как и у близких видов, живут в почве, питаются корнями растений.

## Систематика и этимология
Вид был впервые описан в 2021 году по материалам из Китая. Наиболее близок к виду Maladera xingkeyangi, от которого отличается строением левой парамеры, которая состоит из трёх частей. Название нового вида происходит от названия места обнаружения типовой серии (Zhejiang).